# Chelostoma mocsaryi
Chelostoma mocsaryi är en biart som beskrevs av August Schletterer 1889. Chelostoma mocsaryi ingår i släktet blomsovarbin, och familjen buksamlarbin. Inga underarter finns listade i Catalogue of Life.